# Transfiguração (Rubens)
Transfiguração é uma pintura a óleo sobre tela do episódio evangélico Transfiguração de Jesus, pintada em 1604-1605 por Peter Paul Rubens e agora no Museu de Belas-Artes de Nancy.

## Temática
A Transfiguração de Jesus é um episódio do Novo Testamento no qual Jesus é transfigurado (ou metamorfoseado) e se torna radiante no alto de uma montanha. Os Evangelhos sinópticos e uma epístola de São Pedro fazem referência ao evento. Nestes relatos, Jesus e três de seus apóstolos vão para uma montanha (conhecida como Monte da Transfiguração. Lá, Jesus começa a brilhar e os profetas Moisés e Elias aparecem ao seu lado, conversando com ele. Jesus é então chamado de Filho por uma voz no céu – presumivelmente Deus Pai – como já ocorrera antes no seu batismo.